# 2878 Panacea
2878 Panacea è un asteroide della fascia principale. Scoperto nel 1980, presenta un'orbita caratterizzata da un semiasse maggiore pari a 3,0459724 UA e da un'eccentricità di 0,0804666, inclinata di 10,23911° rispetto all'eclittica.